# 154

154(백오십사)는 153보다 크고 155보다 작은 자연수다.

## 수학
- 합성수로, 그 약수는 1, 2, 7, 11, 14, 22, 77, 154다. 진약수의 합은 134이므로, 154는 부족수다.
- 12번째 쐐기수다. 앞의 쐐기수는 138, 다음 쐐기수는 165다.
- 7번째 구각수다. 앞의 구각수는 111, 다음 구각수는 204다.
- {\displaystyle 154=15+28+45+66}
  - 연속하는 네 육각수의 합으로 나타낼 수 있는 수다. 이 성질을 지닌 앞의 수는 94, 다음 수는 230이다.
- {\displaystyle 154=0!+1!+2!+3!+4!+5!}
- {\displaystyle 43^{2}-1}은 154로 나누어떨어진다.

## 과학·기술
- NGC 154: 고래자리 방향에 있는 타원은하.
- 투폴레프 Tu-154

## 교통
- 고속도로 및 국도
  - 오토루트 154호선(프랑스어판): 프랑스의 고속도로.
  - 일본 154번 국도: 아이치현 나고야시 미나토구의 나고야항에서 아쓰타구까지 이어지는 일본의 국도.
- 기타 도로
  - 현도 제154호선

## 군사
- U-154: 독일의 군용 잠수함. 제1차 세계 대전에 사용된 1917년제 모델(영어판)과 제2차 세계 대전에 사용된 1941년제 모델(영어판)이 있다.
- 폴란드 공군 Tu-154 추락 사고

## 문화유산
- 대한민국의 국보 제154호: 무령왕 금제관식
- 대한민국의 보물 제154호: 구례 연곡사 소요대사탑
- 대한민국의 사적 제154호: 경주 옥산서원

## 방송
- 스카이라이프의 토마토증권통 채널 번호.
- 지니 TV의 UHD 드림TV 채널 번호.
- B tv의 팍스경제TV 채널 번호.
- U+ TV의 아이넷라이프 채널 번호.
- LG헬로비전의 i 쇼 채널 번호.
- B tv 케이블의 헬스메디TV 채널 번호.

## 작품
- 《154》: 영국의 밴드 와이어의 세 번째 정규 음반. (1979년 9월 출시)

## 기타
- 연도: 154년, 기원전 154년